# Kristel gaat vreemd
Kristel gaat vreemd is een televisieprogramma uit 2013 op de Vlaamse zender VIER.
De humaninterestreeks werd geproduceerd door Woestijnvis. In de zeven afleveringen die uitgezonden werden in november en december 2013 probeerde reporter Kristel Waterloos meer informatie in te winnen over hoe het er aan toegaat in, onder meer, een vrouwengevangenis, een psychiatrische instelling, een zigeunergemeenschap, of een krakerspand. Ook neemt ze deel aan missie van Belgische militairen in het buitenland of verblijft ze op een baggerboot.
Reporter Kristel Waterloos (1977) werkte eerder als redacteur mee aan In Godsnaam van Annemie Struyf.
Journaliste Gaea Schoeters noemt het programma voer voor populisten.

## Afleveringen
1. De vrouwengevangenis (deel 1) - 6 november 2013
2. De vrouwengevangenis (deel 2) - 13 november 2013
3. Baggerschip - 20 november 2013
4. Zigeunerkamp - 27 november 2013
5. De psychiatrie - 4 december 2013
6. Het leger - 11 december 2013
7. Krakers - 18 december 2013